# تیانگ لیانگ
تیانگ لیانگ (چینی: 田亮؛ زادهٔ ۲۷ اوت ۱۹۷۹) شیرجه‌رو سابق و بازیگر اهل چین است.
از فیلم‌ها یا برنامه‌های تلویزیونی که وی در آن نقش داشته‌است می‌توان به  مقبره امپراتور اژدها اشاره کرد.
وی در مسابقات کشوری و بین‌المللی در مجموع برندهٔ ۱۷ مدال طلا شده‌است.